# Dowling Creek
Dowling Creek är ett vattendrag i Kanada.   Det ligger i provinsen British Columbia, i den centrala delen av landet, 3 400 km väster om huvudstaden Ottawa.
I omgivningarna runt Dowling Creek växer i huvudsak blandskog. Trakten runt Dowling Creek är nära nog obefolkad, med mindre än två invånare per kvadratkilometer.